# Farol de Currituck Beach
O Farol de Currituck Beach é um farol de alvenaria localizado nas Outer Banks em Corolla, Carolina do Norte, Estados Unidos.

## História
Em 1º de dezembro de 1875, o farol de Currituck Beach foi concluído, localizada entre o Farol do Cabo Henry e a Ilha Bodie. Ao contrário de seus companheiros, Currituck Beach não foi pintado, deixando a sua fachada de tijolos visível. Em 1939, o farol foi automatizado como consequência de uma fusão da Guarda Costeira dos Estados Unidos com o Bureau of Lighthouses.
Os Outer Banks Conservationists (OBC) realizaram a maior parte do trabalho de reconstrução e recuperação a partir de 1980 através de financiamento privado e trabalho voluntário. Desde 1991, os visitantes foram autorizados a subir os originais 214 passos para a galeria ao ar livre. O acesso à sala da lente do farol não é permitido. A luz entra em cada noite e brilha de 158 pés (48 m) em intervalos de 20 segundos em relação a um observador para avisar os navios que chegam a cadeia de ilhas de barreira ao longo da costa da Carolina do Norte.
Em 2003, o Governo Federal dos Estados Unidos concedeu ao OBC o título para o controle do farol. A Guarda Costeira norte-americana aprovou a proposta do OBC de propriedade sobre o de um pedido apresentado pelo Condado de Currituck (o condado em que o farol está localizado). Através de manobras legislativas em âmbito estadual e federal dos EUA, o município processou o OBC para tentar adquirir a propriedade. O caso foi finalmente resolvido em 2006. O OBC continua a ser o dono do Farol de Currituck Beach.

## Fatos sobre o Farol
- Número de passos: 214
- Altura até o plano focal da lente: 158 pés (48 m)
- Altura até o topo do telhado: 162 pés (49 m)
- Número de tijolos: um milhão
- Espessura da parede na base: 5 pés 8 polegadas (1,73 m)
- Espessura da parede no parapeito: 3 pés (0,91 m)
- Posição: 55 quilómetros (34 mi) ao sul do Cabo Henry (Virginia) Farol; 32 1 / 2 milhas (52 km) ao norte-noroeste da Ilha de Bodie.
- Pesquisa Costa Gráfico: 36 ° 22'36 "de latitude N, 75 ° 49'51" de longitude W.